# Кензов Олег
Олéг Олéгович Кензóв (нар. 19 серпня 1988, Полтава) — український співак, репер і телеведучий. Учасник другого сезону шоу «X-фактор».

## Дитинство та юність
Народився 19 серпня 1988 р. у м. Полтава, Україна. Був досить ранньою дитиною, батькам виповнилося по 17 років, коли той народився. Первістка назвали на честь батька Олега, а згодом в нього з’явилася молодша сестра Олена.

#### Освіта
Навчався у Полтавському державному педагогічному університеті імені В. Г. Короленка за спеціальністю «Психолог і соціальний педагог».

## Музична кар'єра
Олег з 16 років працював в міських клубах, а також з друзями створив групу «17-й регіон». З 2003-го разом з цим колективом майбутня зірка брав участь в різних молодіжних конкурсах. Ця хіп-хоп команда стала учасницею відбіркового туру в Полтаві престижного фестивалю «Червона Рута»
Через 4 роки Кензов приєднався до команди «Принципова зміна», створеної 2002-го. Цей колектив досить стрімко набирав популярність в клубному середовищі.
У 2012 році «Принципова зміна» спільно з солістом групи «Тоні Тон» випустила дебютний кліп на пісню «Я один». Незабаром творчі шляхи Кензова і команд розійшлися.
Головним кроком у творчій кар'єрі співака стала участь у 2011 році в українському варіанті світового талант-шоу «Х-Фактор». На відбірковому турі він виконав пісню Олександра Сєрова «Я люблю тебе до сліз» і пройшов далі.
У 2013 році Кензов підписав контракт з продюсерським центром Вадима Лисиці «FOXXSTUDIOS».
2018 виходить пісня «Папин Бродяга»
2019 виходять пісні «По кайфу», «Девочка Жасмин», «РакетаБомбаПетарда».
У 2020 році, за даними TopHit, Олег Кензов зібрав 35 771 190 переглядів в YouTube, а відеокліп «По кайфу» зібрав 27 013 119 переглядів.

## Телебачення
У 2019 році Олег стає ведучим 4-го сезону реаліті-шоу «Кохання на виживання».
У 2020 році взяв участь у шоу «Діти проти зірок».

## Проросійська позиція
19 травня виступив у німецькому місті Бад-Зальцуфлен на російському фестивалі Jarmarka.У Бад-Зальцуфлені, Німеччина, 18 і 19 травня відбувся фестиваль для росіян, влаштований росіянами. На сайті Jarmarka зазначено, що захід покликаний "підтримувати культурні зв’язки" між російськими емігрантами в Німеччині з "їхньою історичною батьківщиною". Також Jarmarka ставить за мету "інформувати дітей та молодь, які проживають у Німеччині, про національні традиції та культуру" Росії.
Олег Кензов зібрався виступати на одній сцені з росіянами, які підтримують політику Путіна та війну в Україні. Захід, який охарактеризували як "russian edition", має відбутися 22 червня в німецькому місті Білефельд. Звичайно, на сцені виступить чимало росіян, серед яких колишній одесит Джиган, який мовчить про війну, отримав російський паспорт та навіть на так званих "виборах" в РФ агітував голосувати за Путіна.

## Особисте життя
2012 року Олег одружився з Анастасією Полубесовою.
2013 року в шлюбі народилася дочка Евеліна.
2014 року шлюб розпався.
2015 року Олег одружився з Наталією, відомою в Україні як DJ Madonna. Через кілька років пара розлучилася.

## Дискографія
- 2011 — «Глубоко»
- 2014 — «Море»
- 2014 — «Черный чай»
- 2014 — «Лети, моя Птичка, лети»
- 2016 — «Дым кальяна»
- 2016 — «Я не опоздал»
- 2018 — «Папин бродяга»
- 2019 — «По кайфу»
- 2019 — «РакетаБомбаПетарда»
- 2019 — «Девочка Жасмин»
- 2020 — «Отвечаю»
- 2020 — «Просто потеряйся» (ft. Жека Баянист)

## Нагороди
- 2020 — Top Hit Music Awards, перемога у номінації «Найкращий виконавець YouTube Ukraine»
- 2020 — Top Hit Music Awards, перемола у номінації «Відеокліп року (чоловічий вокал) YouTube Ukraine» за відеокліп «По кайфу»